# Microcebus mittermeieri
Lêmure-rato-de-mittermeier (Microcebus mittermeieri) é uma espécie de lêmure pertencente à família Cheirogaleidae recentemente descoberta em Madagascar, onde é encontrada apenas na Reserva Especial de Anjanaharibe-Sud.
O nome da espécie é uma homenagem ao Dr. Russell Mittermeier, presidente da Conservação Internacional, que promove grandes esforços na conservação dos primatas em Madagascar e ao redor do mundo.
É o menor da costa leste. Seu corpo é marron-avermelhado claro com tons alaranjados na base de seus membros. A barriga é marrom-esbranquiçado e há um remendo branco distintivo no focinho, após o nível dos olhos. A ponta da cauda é preta.
Sua descoberta foi anunciada em 21 de junho de 2006 no Simpósio Global da Conservação Internacional em Antananarivo, Madagascar, conjuntamente com outras duas espécies: Microcebus jollyae e Microcebus simmonsi.